# Woody Strode
Woodrow Wilson Woolwine (Woody) Strode (Los Angeles, 25 juli 1914 - 31 december 1994) was een Amerikaans tienkamper en Americanfootballspeler, die later naam maakte als filmacteur, met name in westerns.

## Loopbaan
Strode begon zijn carrière met rollen in B-films en cameo's in films als The Ten Commandments. Zijn doorbraak kwam in 1960 als de opstandige slaaf in Spartacus. Voor die rol kreeg hij een Golden Globe-nominatie.
Hierna speelde hij voornamelijk in westerns, zoals The Man Who Shot Liberty Valance van John Ford en Once Upon a Time in the West van Sergio Leone.
In de laatste paar decennia van zijn leven werkte Strode voornamelijk in Europa aan films als Boot Hill en Keoma. Zo vergaarde hij, net als veel spaghettiwesternsterren, een cultstatus.

## Filmografie
- The Quick and the Dead (1995)
- Posse (1993)
- Storyville (1992)
- Lust in the Dust (1985)
- Euer Weg führt durch die Hölle (1984)
- The Cotton Club (1984)
- L'Ultimo guerriero (1984)
- Razza violenta (1984)
- The Black Stallion Returns (1983)
- Vigilante (1983)
- Horror Safari (1982)
- Angkor: Cambodia Express (1982)
- Scream (1981)
- Cuba Crossing (1980)
- Jaguar Lives! (1979)
- Ravagers (1979)
- Kingdom of the Spiders (1977)
- Cowboysan (1977)
- Keoma (1976)
- Cuibul salamandrelor (1976)
- Winterhawk (1975)
- Colpo in canna (1975)
- Noi non siamo angeli (1975)
- The Gatling Gun (1973)
- La Mala ordina (1972)
- The Revengers (1972)
- The Last Rebel (1971)
- The Deserter (1971)
- Scipione detto anche l'africano (1971)
- Ciakmull - L'uomo della vendetta (1970)
- La collina degli stivali (1969)
- Che! (1969)
- C'era una volta il West (1968)
- Shalako (1968)
- Seduto alla sua destra (1968)
- The Professionals (1966)
- 7 Women (1966)
- Genghis Khan (1965)
- Tarzan's Three Challenges (1963)
- The Man Who Shot Liberty Valance (1962)
- Two Rode Together (1961)
- The Sins of Rachel Cade (1961)
- Spartacus (1960)
- Sergeant Rutledge (1960)
- The Last Voyage (1960)
- Pork Chop Hill (1959)
- The Buccaneer (1958)
- Tarzan's Fight for Life (1958)
- The Ten Commandments (1956)
- Buruuba (1955)
- Son of Sinbad (1955)
- Jungle Gents (1954)
- The Gambler from Natchez (1954)
- Jungle Man-Eaters (1954)
- Demetrius and the Gladiators (1954)
- City Beneath the Sea (1953)
- Androcles and the Lion (1952)
- Caribbean (1952)
- African Treasure (1952)
- Bride of the Gorilla (1951)
- The Lion Hunters (1951)
- No Time for Love (1943)
- Star Spangled Rhythm (1942)
- Sundown (1941)